# Transelevador

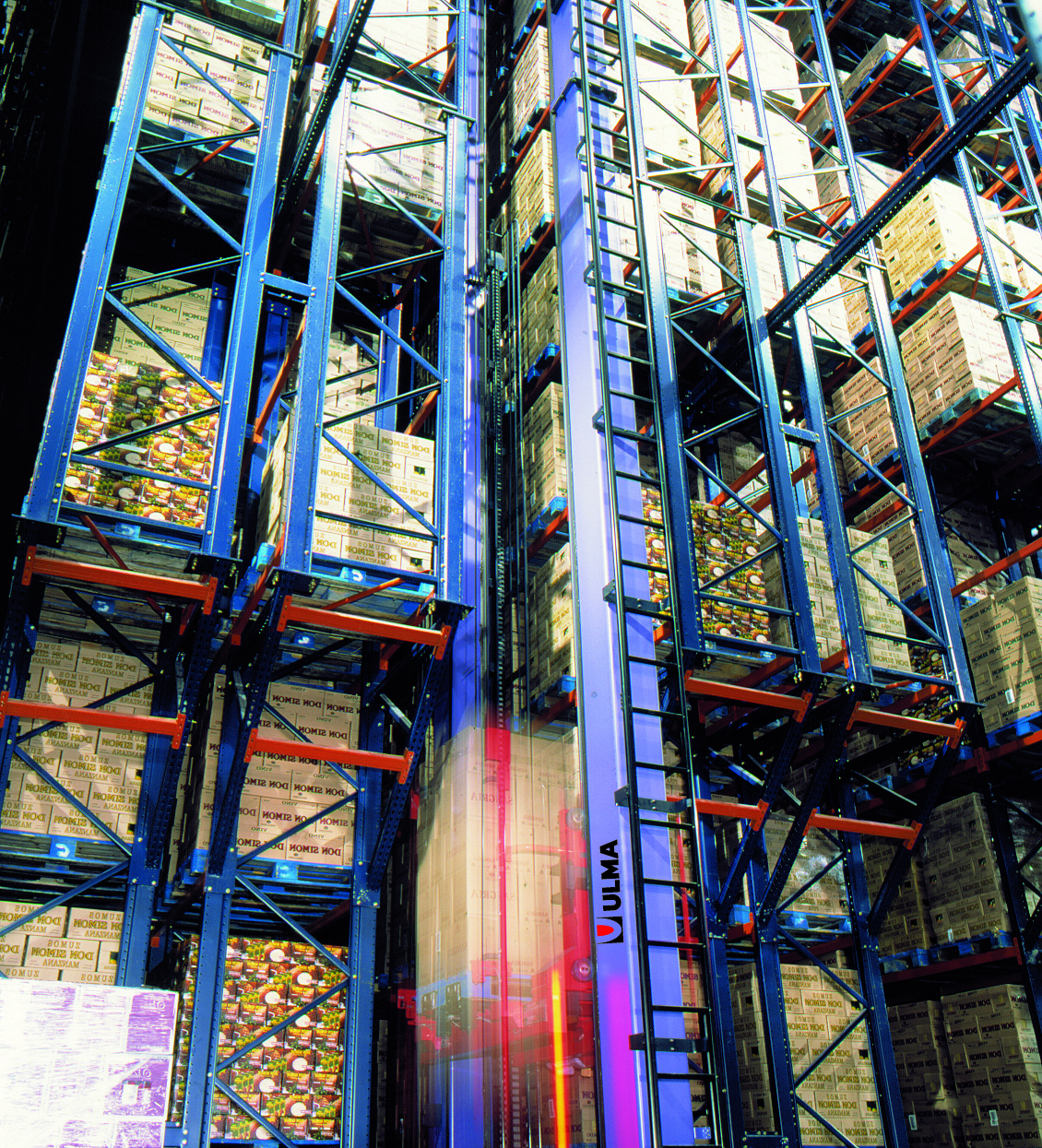
Transelevador Unit Load para Pallets de ULMA.

Los transelevadores o  traslos  son robots creados para el almacenamiento automático, tanto de palés como de unidades con menores dimensiones. 
Los transelevadores se desplazan a lo largo del almacén generalmente entre dos filas de estanterías, y en toda la altura disponible realizando diferentes funciones como: ubicación de la mercancía y su entrada o salida.

## Descripción

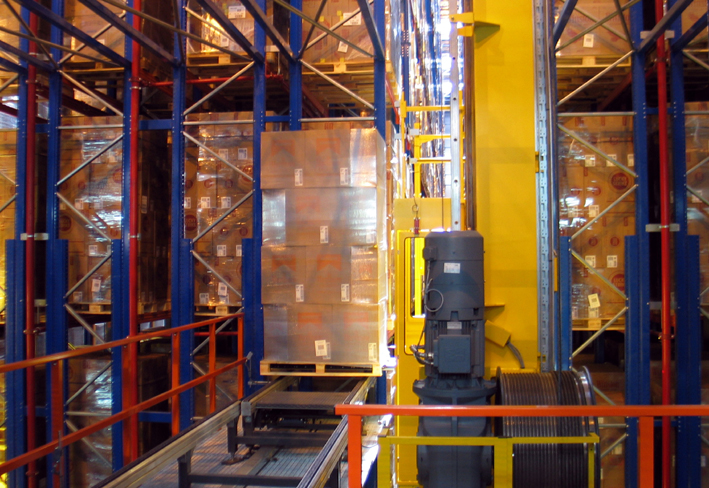
Transelevador (en amarillo) trabajando entre dos estanterías.

Su diseño y concepción está inspirado en la carretilla elevadora  (en sus inicios había modelos en los que un operario lo manejaba subido en él)  ya que también dispone de un mástil por el que se deslizan las horquillas verticalmente, pero adaptado para circular -o desplazarse- únicamente en sentido longitudinal entre las dos estanterías en las que se le instale a través de un raíl inferior y otro superior que mantienen su verticalidad; difiere de ésta también obviamente en que el transelevador está concebido para operar sin conductor,  de forma totalmente automatizada.
El sistema informático del almacén (sea una fábrica o de un centro logístico) posee un software que controla todos los movimientos de palés o mercancías que se realizan en el centro,  teniendo en cuenta movimientos que se realicen entre distintos almacenes del centro, mercancías que han de enviarse a la sección de expediciones, mercancías hacía los departamentos de picking, entradas de mercancías que han de ser almacenadas, suministro de materiales a las cadenas de montaje, retirada de productos terminados de las cadenas con destino a almacenaje, etc   y   éste,  calcula qué movimientos son más prioritarios y da las órdenes a todos los manipuladores (incluidos los transelevadores) que existen en el almacén para que cada mercancía llegue a su destino.
Todos los palés o unidades de almacenaje llevan incorporada una pegatina con un código de barras (u otro sistema) y a través de lectores,  el sistema tiene identificados todos los palés del centro, las existencias  y sabe en qué posición de la estantería se encuentra cada uno,  pudiendo garantizar una perfecta trazabilidad de todas las mercancías o incluso a la hora de hacer expediciones sacar los productos con la fecha de caducidad más atrasada.  
Existen sistemas tan avanzados que cuando los transelevadores tienen poca ocupación (turnos de noche por ejemplo) aprovechan ese tiempo en mover palés para acercar a las cabezas de estantería los que el sistema sabe que va a necesitar antes (en función de los pedidos que hay ya tramitados) de esta forma cuando los tiene que entregar lo hace más rápidamente.  También aprovechan ese tiempo en recolocar palés poniendo las mercancías que tienen menos rotación en las posiciones más lejanas y los que tienen más rotación en las posiciones más cercanas a la cabecera para así ser más eficiente cuando se les  solicitada una entrega.
Los transelevadores aportan eficiencia, rapidez y exactitud en los movimientos de las tareas del almacén, aumentando de esta forma la productividad en el proceso de almacenamiento y preparación de pedidos. Los robots pueden ser adaptados a las características de cualquier almacén. Existen diferentes tipos de extracción de la mercancía según las dimensiones de la misma, características del almacenamiento, etcétera y además pueden operar en curva según el layout del almacén.
Un robot transelevador es el equipo principal de un almacén que se encarga de realizar las operaciones de ubicación y de extracción de las cargas de la estantería, así como de transportarlas y depositarlas en la mesa de cabecera del almacén.

## Tipo de transelevadores
Existen diferentes tipos de transelevadores según las características del almacén y la mercancía a manipular:

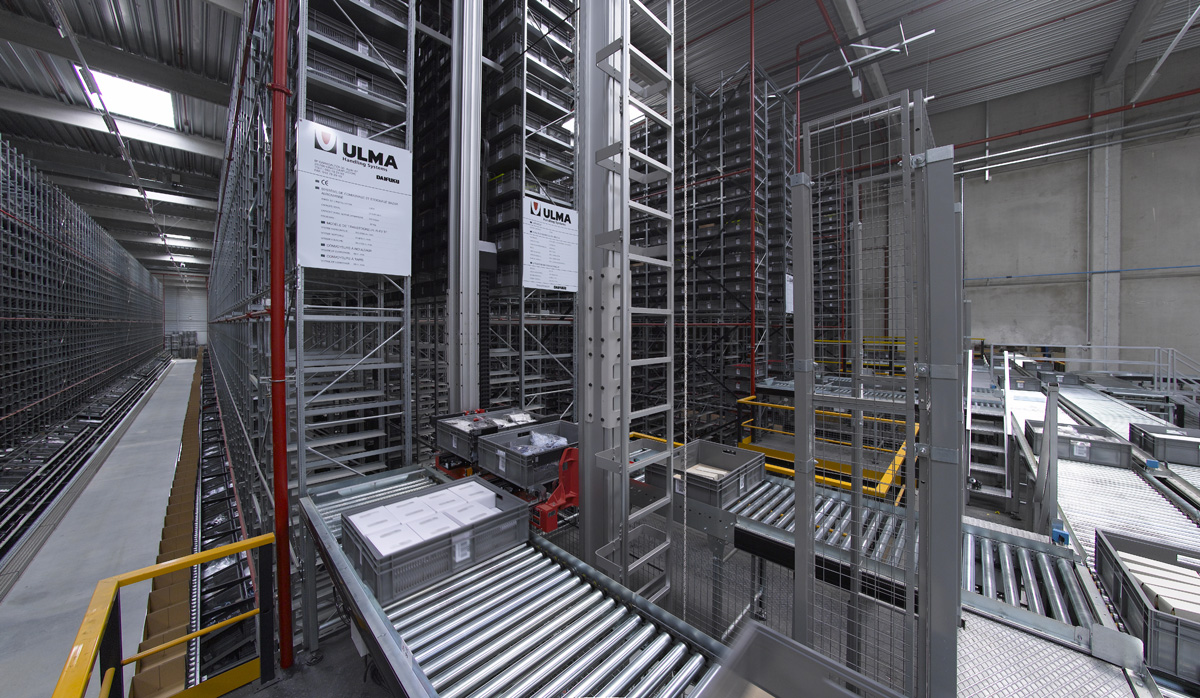
Transelevador Mini Load para cajas de ULMA.

- Mini Load: los transelevadores Mini Load son diseñados para manipular la mercancía en unidades o en cajas. Es decir, mercancía con tamaños más reducidos y menor peso.
- Unit Load: los transelevadores Unit Load, están diseñados para manipular la mercancía en pallets, por lo que pueden llegar a manipular mercancías pesadas.